# Livery Stable Blues
«Livery Stable Blues» es una composición de jazz escrita en 1917 y registrada por Ray Lopez y Alcide Nunez. Es particularmente famosa por la grabación de la Original Dixieland Jass Band del 26 de febrero de 1917 que junto con el Dixie Jass Band One-Step (pieza posteriormente conocida como el Original Dixieland One-Step) se consideran el primer álbum de jazz publicado.

## Historia

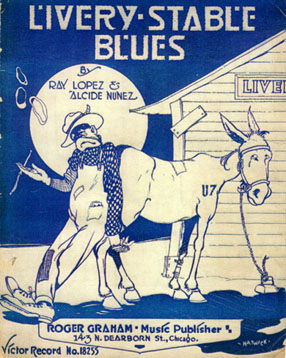
Portada del álbum de 1917, creada por Grim Natwick.

La Original Dixieland Jazz Band era un grupo de músicos de Nueva Orleans que ganaron popularidad mientras tocaban en el café Schiller en Chicago y el restaurante Reisenweber en Nueva York siendo incidentes en la popularización del estilo de Nueva Orleans a nivel nacional.
La banda realizó grabaciones de prueba para Columbia Records el 30 de enero de 1917, pero no se obtuvo ninguna aceptable. El 26 de febrero, la banda grabó el Livery Stable Blues para Victor junto al Dixie Jass Band One-Step. Los ejecutivos de Victor publicaron prontamente la grabación que se convirtió en un éxito inmediato, convirtiéndose quizás en la primera grabación de música popular en vender un millón de copias. Cimentó el jazz como música popular y generó demanda por pequeñas bandas de jazz en Nueva York y Chicago, en un momento en que se hacía cada vez más difícil que un músico consiguiera empleo en Nueva Orleans.
Originalmente se etiquetaron ambos lados como composiciones propias de la banda, sin embargo, fueron otros músicos de Nueva Orleans, Nunez y Lopez,  quienes se adelantaron y registraron los derechos de la pieza. Alcide Nunez había sido clarinetista con la ODJB hasta unos meses antes y el trompetista Ray Lopez trabajó con la mayoría de los miembros de la ODJB en Nueva Orleans, especialmente en las bandas de Papa Jack Laine. Los miembros de la ODJB publicaron la pieza como propia bajo el título alterno Barnyard Blues. Ambas partes y sus respectivas discográficas se demandaron mutuamente y el caso se cerró sin un veredicto pues no se pudieron arreglar las diferencias y el juez expresó duda de que los músicos, incapaces de leer o escribir música, pudieran haber compuesto algo.
Mientras tanto, una segunda demanda surgió por el hecho que los strains del Dixie Jass Band One-Step fueran casi idénticos a los del That Teasin' Rag de Joe Jordan (1919). Publicaciones posteriores del álbum añadieron a Jordan como cocompositor y se le otorgó una porción de las regalías.

## Composición
Musicalmente, el Livery Stable Blues es un blues de 12 compases. Comienza con una introducción de 4 compases seguida de tres temas distintos tocados en sucesión, cada uno repetido dos veces. El tercer tema consiste de la imitación de varios animales de granja por el trombón, el clarinete y la corneta: el clarinete imita a un gallo, la corneta a un caballo y el trombón a una vaca. Se repiten los primeros dos temas, luego el tercer tema se ejecuta dos veces y la melodía termina con una coda con duración de un compás.
En la grabación adjunta podemos apreciar dicha estructura mediante la siguiente tabla:
| Sección | Tiempo final | Notas                                                |
| ------- | ------------ | ---------------------------------------------------- |
| Intro   | 0:05         |                                                      |
| A       | 0:23         |                                                      |
| A       | 0:41         |                                                      |
| B       | 0:59         |                                                      |
| B       | 1:17         |                                                      |
| C       | 1:36         | Los animales de granja se escuchan entre 1:19 y 1:22 |
| C       | 1:52         | Los animales de granja se escuchan entre 1:39 y 1:41 |
| A       | 2:10         |                                                      |
| B       | 2:28         |                                                      |
| C       | 2:46         |                                                      |
| C       | 3:05         |                                                      |
| coda    | 3:07         |                                                      |

## Personal
- Nick LaRocca – corneta
- Eddie Edwards – trombón
- Larry Shields – clarinete
- Henry Ragas – piano
- Tony Spargo – drums

## Versiones posteriores
Paul Whiteman inició con esta pieza su famoso concierto An Experiment in Modern Music del Aeolian Hall, Nueva York, el 12 de febrero de 1924 (mismo concierto en el que se estrenó Rhapsody in Blue) para demostrar el sonido de las bandas de jazz tempranas.